# Bazylika Matki Bożej w Candelarii
Bazylika i Królewskie Sanktuarium Maryjne Matki Bożej Gromnicznej (hiszp. Basílica y Real Santuario Mariano de Nuestra Señora de la Candelaria) – hiszpańska bazylika zbudowana w latach 1949–1959 w mieście Candelaria (Teneryfa). 
We wnętrzu znajduje się figurka Matki Bożej Gromnicznej (Virgen de la Candelaria), patronki Wysp Kanaryjskich. Jest ona celem pielgrzymek katolickich na Wyspy Kanaryjskie. 
Według legendy, figurka Matki Boskiej (Czarna Madonna) została znaleziona w morzu przez Guanczów jeszcze przed przybyciem Hiszpanów. Figurka była przez nich przechowywana w grocie, a potem trafiła do pierwszej zbudowanej przez zakonników hiszpańskich kaplicy. W roku 1826, podczas niezwykle silnego huraganu, fale morza dosięgnęły jej i porwały z kaplicy. Nigdy jej nie odnaleziono, dlatego wykonano replikę, która obecnie stoi nad ołtarzem głównym obecnego sanktuarium.
Bazylika może pomieścić ponad 5000 osób. Obok niej znajduje się klasztor dominikanów, którzy są odpowiedzialni za sanktuarium. Świątynia ta została uznana za bazylikę mniejszą 24 stycznia 2011 roku przez papieża Benedykta XVI. Bazylika Matki Bożej z Candelarii jest jednym z najczęściej odwiedzanych miejsc pielgrzymkowych w Hiszpanii i największą bazyliką Wysp Kanaryjskich. Naprzeciw bazyliki znajduje się 9 posągów przywódców dawnych mieszkańców wyspy – Guanczów. 
Współcześnie Bazylika Matki Bożej z Candelarii jest jednym z najbardziej rozpoznawanych symboli Kościoła rzymskokatolickiego na Wyspach Kanaryjskich. Najwięcej pielgrzymów przybywa 2 lutego (święto Matki Bożej Gromnicznej) oraz 15 sierpnia (święto Wniebowzięcia Najświętszej Marii Panny).

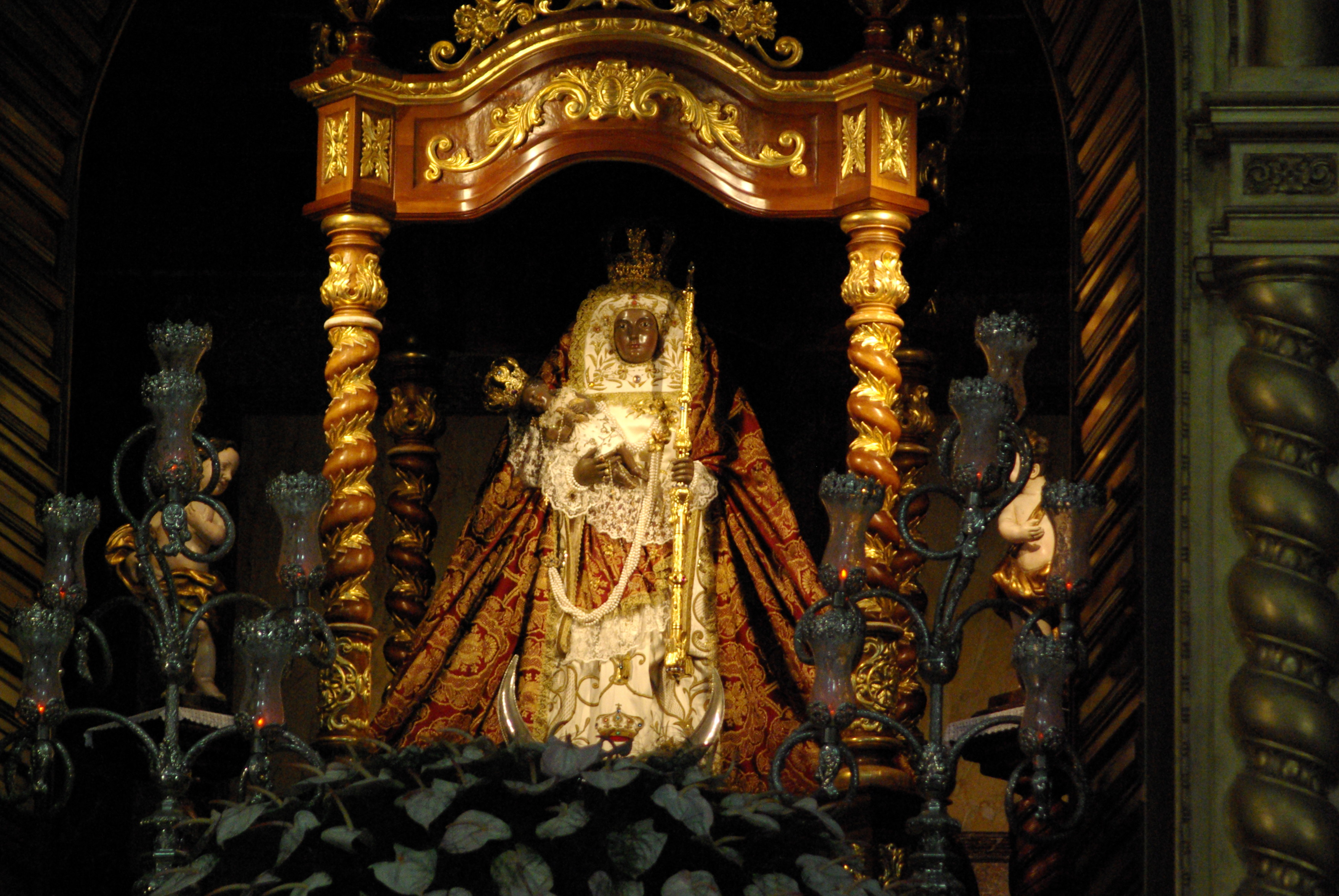
Figura Matki Bożej z Candelarii, patronki Wysp Kanaryjskich
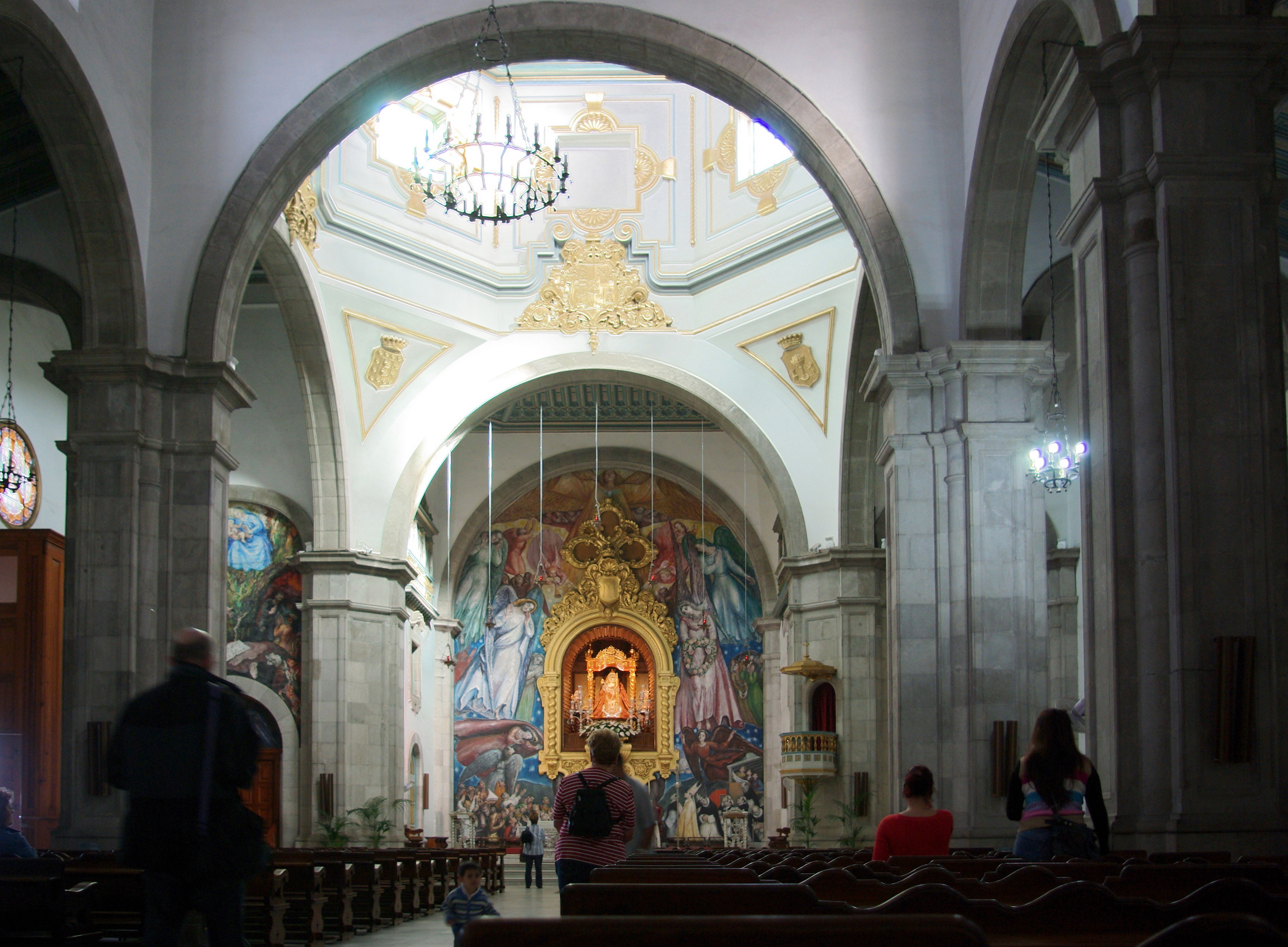
Wnętrze Bazyliki Matki Bożej w Candelarii
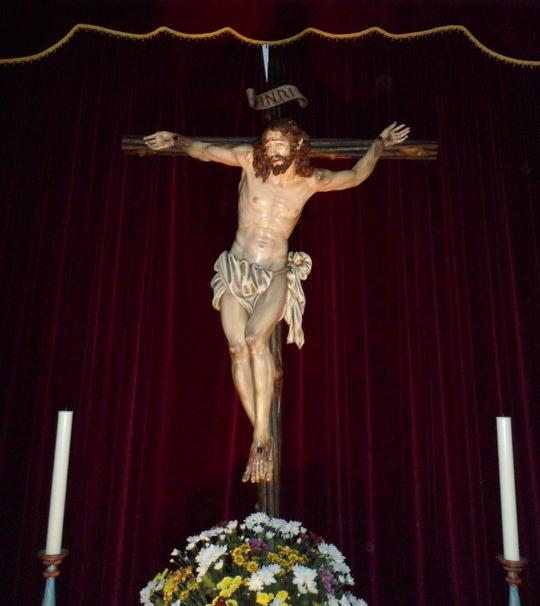
Bazylika - postać Chrystusa na krzyżu